# Ophiothrix cimar
Ophiothrix cimar is een slangster uit de familie Ophiotrichidae.
De wetenschappelijke naam van de soort werd in 2005 gepubliceerd door Gordon Hendler.